# Yentna-Gletscher
Der Yentna-Gletscher ist ein 43 km langer Talgletscher in der Alaskakette in Alaska (USA). 

## Geografie
Das Nährgebiet des Gletschers befindet sich 10 km westlich des Mount Foraker auf etwa 2700 m. Der Yentna-Gletscher strömt in südsüdwestlicher Richtung durch das Gebirge. Im Osten grenzt sein Einzugsgebiet an das des Kahiltna-Gletschers. Bis zur Einmündung des Lacuna-Gletschers von links befindet sich der Gletscher innerhalb des Denali-Nationalparks. Die unteren 15 km liegen im Denali National Preserve. Das untere Gletscherende liegt auf einer Höhe von ungefähr 300 m. Der East Fork Yentna River entwässert den Gletscher.